# Puchegg
Puchegg est une ancienne commune autrichienne du district de Hartberg en Styrie.